# Paleomalacologie
De paleomalacologie is zowel een subdiscipline van de paleozoölogie als van de malacologie. Paleozoölogie is de studie van fossiele dieren. Malacologie houdt zich in de breedste zin bezig met de studie van mollusken (weekdieren), zowel met levende als met fossiele soorten. Binnen de malacologie wordt dus zowel biologisch als paleontologisch onderzoek gedaan. Paleomalacologie richt zich daarbij op de studie van de fossiele mollusken en alles wat daarmee in verband staat.

## Specialismen
Binnen de paleomalacologie bestaan verschillende specialisaties die niet altijd even strikt gescheiden zijn:
- taxonomie
- evolutie
- paleo-ecologie
- biostratigrafie

## Voor- en nadelen
Als ieder ander organisme hebben de mollusken voor paleozoölogisch onderzoek hun sterke en hun zwakke punten.
Een van de voordelen van de paleomalacologie als paleontologische subdiscipline is dat het bereik niet beperkt is tot een bepaalde facies. Mollusken zijn aanwezig in zee, in het zoete water en op het land. Dat is in tegenstelling tot veel andere organismen die tot slechts een van deze ecologische systemen beperkt zijn. Een tweede voordeel is dat bij mollusken datgene wat fossiliseert, de schelp of het slakkenhuis, het stadium is wat werkelijk ter plekke geleefd heeft (Uitgezonderd materiaal wat post mortem verplaatst of later geremanieerd is. Deze verschijnselen gaan echter voor àlle fossielen op). Van veel organismen fossiliseert juist dat deel dat ter plekke nìet kan leven. Dit betreft bijvoorbeeld cysten bij dinoflagellaten en vele andere organismen, ephippiums bij watervlooien, gemmula's bij bepaalde sponzen, statoblasten bij bryozoën uit het zoete water, etc. Al deze 'ruststadia' worden juist gevormd om vijandige biotopen of perioden te kunnen overleven. Ten slotte is het zo dat in situ aangetroffen mollusken ondubbelzinnig op omstandigheden wijzen die zij nodig hebben om in te kunnen leven. Dat is bij andere organismen lang niet altijd het geval. Door de wind verspreid pollen kan terechtkomen op plekken waar de betreffende soort nooit kan leven ('bomen groeien niet op zee'). Verder is het zo dat de omstandigheden om zaad te laten ontkiemen, sterk kunnen verschillen van de omstandigheden waaronder de volwassen plant gedijt. Een honderden jaren levende boom, zoals Taxus kan slechts onder zeer specifieke omstandigheden ontkiemen maar kan vervolgens wel duizend jaar stuifmeel produceren onder heel andere omstandigheden die ongeschikt zijn om zaad te laten ontkiemen. Fossielen van mollusken wijzen dus, als zij in situ aanwezig zijn, altijd op omstandigheden waaronder het dier heeft geleefd.
Nadelen in de toepassing van mollusken voor biostratigrafie en paleo-ecologie zijn er ook. Omdat schelpen en slakkenhuizen uit calciumcarbonaat zijn opgebouwd, zijn zij gevoelig voor oplossing onder invloed van zuren. Als aardlagen door bodemvorming zijn beïnvloed dan zijn de oorspronkelijk eventueel aanwezige schelpen vaak verdwenen. Schelpen die veel of alleen calciet in hun skelet bevatten zijn hier iets beter tegen bestand dan schelpen die geheel uit aragoniet bestaan. Er moet echter op gewezen worden dat fossielen van veel organismen een zwakke plek hebben voor wat betreft hun fossilisatie. Zo is pollen (en plantaardig materiaal in zijn algemeenheid) heel slecht tegen oxidatie bestand. En diatomeeën lossen bijvoorbeeld op in een biotoop waarin een tekort aan kiezel bestaat. Vaak is het zo dat in een afzetting waarin mollusken aanwezig zijn, de diatomeeën ontbreken. In dat geval is het zaak om beide organismen in het onderzoek te betrekken aangezien de informatie complementair is.
Een tweede nadeel voor paleomalacologisch onderzoek is de hoeveelheid te bemonsteren materiaal. Grondmonsters die voor molluskenonderzoek genomen worden verschillen een factor 100 tot 1000 (of meer) dan monsters voor pollen, diatomeeën of dinoflagellaten. Dit kan een ernstig nadeel zijn als de hoeveelheid monstermateriaal, zoals in een grondboring, beperkt is.

## Paleo-ecologie en biostratigrafie
Veel stratigrafische eenheden zijn van oorsprong gebaseerd op het voorkomen van bepaalde mollusken. Voorbeelden daarvan zijn etages uit het Mesozoïcum waarvan de basis vaak door het eerste voorkomen van een ammonietensoort wordt gedefinieerd. Een ander voorbeeld is het Tertiair dat in 1830 door Charles Lyell werd onderverdeeld in de tijdvakken Eoceen, Mioceen en Plioceen, een verdeling waar anderen later nog het Paleoceen en Oligoceen aan toevoegden. Het verschil tussen deze drie tijdvakken was gelegen in de hoeveelheid tegenwoordig nog levende molluskensoorten die in Plioceen, Mioceen en Eoceen van de Middellandse Zee aanwezig zijn (respectievelijk 33-50%, 18% en 3,5%).
Hoewel mollusken de naam hebben erg traag te zijn, zich langzaam of zelfs helemaal niet te bewegen, kan migratie soms opvallend snel verlopen. De meeste mariene mollusken hebben een benthische levenswijze en verplaatsen zich tijdens hun volwassen leven niet of nauwelijks. Echter als larve hebben heel veel soorten een planktonisch stadium wat gedurende enkele weken in de waterkolom kan verblijven. Aldus kunnen deze larven als volwaardige planktonische organismen met zeestromingen mee gevoerd worden. Dit maakt dat de geschiktheid van mariene benthische mollusken voor correlaties die van volledig planktonisch levende organismen, zoals foraminiferen, Bolboforma-soorten, dinoflagellaten en nannoplankton kan benaderen. Veel landslakken kunnen door de lucht met vogels en insecten, of hangend aan de vacht van zoogdieren soms over grote afstanden binnen zeer korte tijd verspreid worden.

Een relatief nadeel van mollusken voor biostratigrafische toepassing is hun betrekkelijk traag verlopende evolutie. Deze traagheid begint echter pas een handicap te worden binnen kortere perioden zoals het Kwartair. Maar zelfs binnen deze tijd zijn evolutionaire aanpassingen van mollusken aan hun omgeving bekend. Een voorbeeld daarvan is de alpiene landslak Cylindrus obtusus. Het merkwaardige verspreidingspatroon van deze soort kan pas ontstaan zijn nadat de Alpen gedurende het Kwartair verschillende malen bijna volledig met een ijskap waren bedekt.
'Klassieke' biozonering wordt veel met behulp van fossiele mollusken(fauna's) gedaan. In het Noordzeegebied is voor Nederland in 1975 een biozonering gemaakt voor mariene afzettingen uit het Boven Mioceen tot en met het Vroeg Pleistoceen. Naast deze manier van werken wordt gebruikgemaakt van het paleo-ecologische signaal wat in fossiele fauna's aanwezig is. Dat kan vaak voor biostratigrafische doeleinden worden gebruikt en wordt als zodanig ook toegepast. In mariene fauna's moet men dan denken aan een indicatie voor waterdiepte of watertemperatuur. Daar kunnen verticale zeespiegelbewegingen mee gedetecteerd worden. Hoge en lage zeespiegelstanden en koude of warme zee zijn waardevolle stratigrafische informatie en kunnen in combinatie met andere informatie die op zichzelf niet voldoende is voor een dergelijke conclusie, toch tot een ouderdomsbepaling leiden.
In Europa is het gestandaardiseerd werken met paleo-ecologische informatie bij niet-mariene fauna's na de veertiger jaren van de twintigste eeuw op gang gekomen. De belangrijkste 'scholen', die overigens veel op elkaar lijken, zijn die van Vojen Ložek uit het voormalige Tsjechoslowakije en die van Bruce Sparks uit Engeland. Deze werkwijze is goed toepasbaar op fauna's uit het Kwartair. Landslakken kunnen worden ingedeeld in bewoners van bos, steppe en toendra, moeras en daarnaast ook nog in 'generalisten'. De laatste groep soorten kan in velerlei biotopen terecht. Voor het zoete water bestaat een dergelijke indeling. Door nu van elke groep in een fossiele fauna het aandeel (aantallen aangetroffen individuen) te bepalen is een conclusie mogelijk over de meest waarschijnlijke biotoop waarin die fauna geleefd heeft: een hoog aandeel bossoorten duidt op een bos, een hoog aandeel toendrasoorten op een toendra, enz. Omdat bossen vooral tijdens interglacialen aanwezig zijn geweest en toendra's vooral tijdens de glacialen, valt op deze wijze tevens aan te geven of de laag waarin die fossiele fauna werd aangetroffen tijdens een warme of tijdens een koude tijd werd gevormd. In combinatie met andere gegevens kan men dan vaak nog bepalen van welk specifiek interglaciaal sprake is. De specifieke ouderdom van glaciale fauna's is op deze wijze moeilijker te detecteren.
Door de aard van de biotoop zijn voor molluskenfauna's die in zee leven en fauna's die op het land en in het zoete water leven, voor hetzelfde bekken vaak gescheiden biostratigrafische indelingen gemaakt. De ene wordt toegepast in mariene afzettingen, de andere in niet-mariene. Aangezien niet-mariene molluskensoorten vaak in een rivier terechtkomen, bijvoorbeeld door het buiten de oevers treden van die rivier, wordt dit materiaal met de stroom meegevoerd en ergens anders weer afgezet. Op deze wijze kunnen niet-mariene soorten in contemporaine mariene afzettingen tussen de ter plekke levende mariene molluskensoorten terechtkomen. Het wordt aldus mogelijk om de mariene molluskenstratigrafie te correleren met de niet-mariene molluskenstratigrafie. Fossiele rivierfauna's bevatten door de aard van de rivier vaak mollusken die niet in die rivier zelf geleefd hebben. Dit is een nadeel indien men de paleo-ecologie van de betreffende fauna wil vaststellen. Er zit echter een groot voordeel aan vast: men krijgt op deze wijze inzicht welke biotopen er in het stroomgebied van die rivier (dus ook op het land buiten die rivier en in meertjes die niet met de rivier in verbinding staan) aanwezig zijn.
Op het gebied van mariene molluskenfauna's bestaat een veel geringere traditie in het gestandaardiseerd werken met paleo-ecologische informatie. Bij de voormalige Nederlandse Rijks Geologische Dienst is veel aan de ontwikkeling daarvan gedaan maar dit is de enige uitzondering. Er zijn indelingen ontwikkeld die iets vertellen over de (relatieve) waterdiepte, de watertemperatuur, het zoutgehalte en de manier van voeden. De indeling is toepasbaar op laat miocene tot en met holocene mariene molluskenfauna's uit het Noordzeebekken.

## Onderzoek in Europa
Onderzoek aan universitaire instellingen en geologische diensten kwam in de twintigste eeuw veel voor maar is door verschillende ontwikkelingen aan het eind van die eeuw sterk teruggelopen. Overigens geldt dat voor bijna al het paleontologisch onderzoek. Aan het begin van de eenentwintigste eeuw is het aantal paleomalacologen dat zich beroepsmatig hiermee bezighoudt in heel Europa teruggebracht tot enkele tientallen. In Nederland wordt paleomalacologie nog slechts op twee à drie plekken (afhankelijk welke criteria men zich stelt) uitgeoefend (Rijksuniversiteit Groningen, Naturalis en Natuurhistorisch Museum Maastricht). Met het molluskenonderzoek bij TNO-NITG werd in 2002 gestopt. Europese paleomalacologen die in het Kwartair werkzaam zijn, hebben zich verenigd in de informele groep EQMal (European Quaternary Malacologists). Naast deze groep, houden zich zeer veel mensen als amateur met fossiele mollusken bezig. Veel van hen bereiken een professioneel niveau. Op dit gebied bestaan verscheidene verenigingen waarvan naast amateurs vaak ook beroepsmalacologen lid zijn.

## Mollusken als hulpmiddel bij ander onderzoek
Schelpen worden veel gebruikt voor ander onderzoek vanwege hun scheikundige samenstelling. Het calciumcarbonaat leent zich goed voor het verrichten van absolute ouderdomsbepalingen met behulp van verschillende methoden. Het meest wordt de C14-daterings methode toegepast, maar daarnaast zijn ook andere radiometrische dateringen, zoals uranium-thoriumdatering, en ESR in gebruik. Veel wordt ook gekeken naar de verhouding tussen stabiele isotopen, zoals zuurstof- en strontium isotopen. Deze verhoudingen zeggen vaak iets over de milieu omstandigheden waaronder het schelpdier leefde (zoals watertemperatuur). Sterk in opkomst is onderzoek naar de in het calciumcarbonaat ingesloten aminozuren, de restproducten van eiwitten die de schelp stevigheid gaven.
Schelpen worden door het dier vaak periodiek opgebouwd. Perioden van activiteit (aangroei van de schelp) worden afgewisseld met inactiviteit of een veel lagere activiteit. Vaak correspondeert deze periodiciteit met een in de leefomgeving aanwezige periodiciteit, bijvoorbeeld die van zomer- en winterseizoen. Periodiek afgezette groeiringen zijn als zodanig herkenbaar en geven belangrijke informatie. Het is op deze wijze bijvoorbeeld mogelijk de leeftijd die het dier bereikt heeft vast te stellen, de relatieve lengte van de seizoenen kan worden vastgesteld en met behulp van de al genoemde radiometrische bepalingen en het stabiele isotopen onderzoek kunnen seizoenskarakteristieken worden achterhaald. Met dit onderzoek houdt zich een apart vakgebied bezig, de sclerochronologie.